# الخط الأزرق (لبنان)

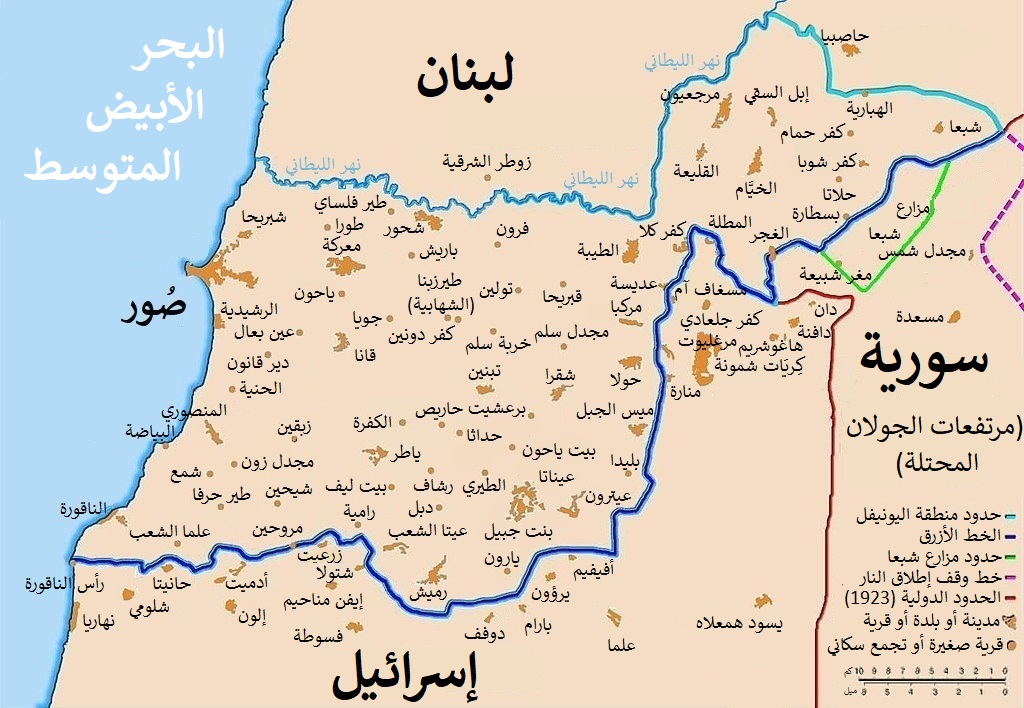
خريط الخط الأزرق، والحدود الدولية المرساة في 1949 ("الخط الأخضر") بين إسرائيل ولبنان.

الخط الأزرق هو الخط الفاصل الذي رسمته الأمم المتحدة بين لبنان من جهة وإسرائيل وهضبة الجولان من جهة أخرى في 7 يونيو 2000. ولا يعتبر الخط الأزرق حدوداً دولية لكن تم إنشاءه بهدف وحيد هو التحقق من الانسحاب الإسرائيلي من لبنان.

## تعريف
الخط الأزرق، أو خط الانسحاب، هو خط يبلغ طوله 120 كم، تم وضعه من قبل الأمم المتحدة عام 2000، لتأكيد انسحاب القوات الإسرائيلية من لبنان.
وخلال أحد الاجتماعات الثلاثية عام 2007، اتفق لبنان وإسرائيل على وضع علامات مرئية على الخط الأزرق على الأرض.
ويحصر لبنان المناطق التي يختلف فيها مع إسرائيل عبر الخط الأزرق في 13 نقطة تمتد من مزارع شبعا (جنوب الشرق)، إلى بلدة الناقورة (جنوب غرب)، في قضاء صور بمحافظة الجنوب.
وتجدر الإشارة إلى أن الخط الأزرق لا يمثل بأي شكل من الأشكال حدوداً دولية، ولا يخل بأي اتفاقات حدودية مستقبلاً بين لبنان وإسرائيل.
| الحدود الدولة | الخط الأزرق | السياج التقني |
| --- | --- | --- |
| * هو خط الحدود المعترف بها دوليًّا بين لبنان وفلسطين. - تم تحديد هذا الخط في العام 1923 كخط فاصل بين النفوذ الفرنسي (لبنان) والنفوذ البريطاني (فلسطين) نتيجة عمل لجنة فرنسية – بريطانية ترأسها عن الجانب الفرنسي المقدم Paulet وعن الجانب البريطاني المقدم Newcombe. - تم تأكيد هذا الخط في اتفاقية الهدنة في العام 1949 حيث جاء في المادة الخامسة منها: يتبع خط الهدنة الحدود المعترف بها دوليًا. | * هو خط يبلغ طوله 120 كم، تم وضعه من قبل الأمم المتحدة عام 2000، لتأكيد انسحاب القوات الإسرائيلية من لبنان. - يتطابق الخط الأزرق مع خط الحدود الدولية في قسم كبير منه وتوجد فوارق في عدد من الأماكن، لذا تحفّظ لبنان على الخط الأزرق في هذه المناطق. | * السياج التقني هو سياج مجهّز بوسائل إلكترونية وضعه الجيش الإسرائيلي بمحاذاة الطريق الذي تسلكه دورياته على طول الخط الأزرق، يتطابق مع الخط الأزرق في بعض الأماكن ويخرقه في عدد من النقاط، كما أنه يبتعد عنه في أماكن أخرى حسب طبيعة الأرض ولمسافات قد تصل أحيانًا إلى 200 متر، معظم المواطنين اللبنانيين أصبحوا يعرفون أن السياج التقني ليس الخط الأزرق وذلك من خلال حملات التوعية التي يقوم بها الجيش اللبناني بالتعاون مع اليونيفيل لشرح ذلك. |

## مراحل «ترسيم» الحدود
نقطة رأس الناقورة لها تأثير على الحدود البحرية وتملك امتيازاً جغرافيّاً
مرّت الحدود البريّة بين لبنان وفلسطين المحتلة منذ ما بعد اتفاقية «سايكس ــ بيكو» الشهيرة، بثلاثة مراحل تاريخية، كان آخرها مرحلة «الخطّ الأزرق»، الذي قضم جزءاً من الأرض اللبنانية لصالح العدوّ الإسرائيلي.
المرحلة الأولى، أو اتفاقية 1923، وهو اتفاق «ترسيم الحدود النهائي» بين الانتدابين الفرنسي والبريطاني، حيث مثل الانتداب الفرنسي المقدّم بوليه (N. PAULET) ومثّل بريطانيا المقدّم نيوكومب (S.F.NEW COMB)، ووقّع الاتفاق في 7 آذار 1923، وتضمّن 38 نقطة فصل بين لبنان وفلسطين، بالإضافة إلى النقطة 39 على الحدود المشتركة اللبنانية ــ السورية ـ الفلسطينية، من رأس الناقورة إلى منطقة الحمّة السورية. وقدّ حدّدت النّطاق بعلامات موصوفة ومرقّمة، وأودع الاتفاق في عصبة الأمم وتمّ التصديق عليه كوثيقة دوليّة في 6 شباط 1924.
المرحلة الثانية للحدود اللبنانية ــ الفلسطينية، فرضها تأسيس الكيان الصهيوني، وحرب العام 1948، التي تلتها اتفاقية هدنة لبنانية ــ «إسرائيلية» بتاريخ 23 آذار 1949، ووقّع وصادق عليها مجلس الأمن. وبموجب المادة الخامسة، شُكلت لجنة عسكرية لبنانية ــ «إسرائيلية» بإشراف الأمم المتّحدة. وبعد اجتماعات مطوّلة للجنة الهدنة، شارك فيها عن الجانب اللبناني المقدّم شهاب، النقيب غانم، النقيب ناصيف، ومن جانب العدوّ الضابطان غوزنسكي وسيجال، تم الاتفاق على رسم الحدود على أساس اتفاق بولييه ونيو كمب (1923)، وعلى أن تتناول الأعمال إعادة وضع إشارات ونقاط الحدود في مكانها، وكذلك وضع إشارات أو نقاط متوسّطة بين النقاط الـ 38 الأساسيّة، وهي من النقطة BP2 (الناقورة) لغاية BP38 (الجسر الروماني على نهر الوزاني).
وفي العام 1961، عقدت لجنة الهدنة اجتماعاً وتمّ الاتفاق على وضع الشارات الـ 38 (سميّت BP)، وتمّ زيادة نقاط وسيطة (سميّت B) وعددها 97، ونقاط مساعدة (سمّيت /BP) وهي ثمانية. وفيما بقي الموقف اللبناني مستنداً على اتفاق بولييه ــ نيوكمب واتفاقية الهدنة، أقرّ العدو بالاتفاقيتين، لكنه تحفّظ على «دقّة» الخرائط لترسيم الحدود.
أمّا المرحلة الثالثة، وهي مرحلة ما بعد الانسحاب في 25 أيار 2000، الذي رُسِّم على أساسه «الخطّ الأزرق». فقد تسلّم الجانب اللبناني خريطة كناية عن صورة جويّة سميّت بخريطة «لارسن» نسبة لتيري رود لارسن المنسق الخاص السابق للأمم المتّحدة لـ«عملية السلام». وقد أجريت عليها دراسة، وتمّ وضع ثلاثة تحفّظات في BP16 الرميش، وBP35 وBP36 وBP37 (مسكاف عام) وBP38 وBP39 (المطلة). ثمّ بتاريخ 23 حزيران 2000، تسلّم لبنان من اليونيفيل، لائحة إحداثيات مؤلّفة من 198 نقطة. إلا أن لبنان تحفّظ على مزارع شبعا والجزء اللبناني من بلدة الغجر.

## خط الهدنة
لا يعد الخط الأزرق كونه أكثر من خطّ «انسحاب»، حيث يحرم لبنان مساحة كبيرة من أرضه في 13 نقطة حدودية مع فلسطين المحتلّة. «الحلّ» هو التمسّك بخطّ «الهدنة» وبرفض خطّ «هوف» البحري والحفاظ على الموقف اللبناني الموحّد، في ظلّ الضغوط الأميركية وزيارة وزير الخارجية الأميركي ركس تلرسون لبيروت في 15 فبراير 2018.
بعد 18 عاماً على الانسحاب الإسرائيلي من الجنوب اللبناني تحت ضربات المقاومة، يجري التعامل مع ما يسمّى بـ«الخطّ الأرزق» أو خطّ الانسحاب من قبل الدول الغربية والأمم المتّحدة وبعض اللبنانيين، وكأن هذا الخط هو خطّ الحدود الفعلي بين لبنان وفلسطين المحتلّة.
وفي غمرة الضغوط الدوليّة على لبنان، لا سيّما الأميركية منها، ومحاولات التقليل من شأن الصراع الحدودي البرّي بين لبنان وكيان العدوّ، ومطالبة لبنان بالخضوع والتنازل عن جزء من حدوده البحرية في المنطقة الاقتصادية الخالصة في الجنوب، ليس أمام اللبنانيين سوى التمسّك بالأرض اللبنانية والدفاع عنها في النقاط التي باتت تعرف بالنقاط «المتحفّظ عليها»، فضلاً عن كامل المساحة البحرية البالغة 860 كلم مربّع في البلوكات الجنوبية، والتي حاول «الوسيط» الأميركي السابق فريديريك هوف، اقتسامها بين لبنان وكيان العدوّ.

### ثلاثة عشر منطقة لبنانية وليس «متحفّظ عليها»
أمّا بعد عدوان تمّوز 2006 على لبنان، فتمّ وضع لائحة مؤلّفة من 584 نقطة، وتمّ قياس 268 نقطة ووضع العلامات عليها، وتم تعليم 247 نقطة. أمّا النقاط الباقية، فهي 178 نقطة، تقع داخل مناطق «متحفّظ عليها»، وهي 13 منطقة. وهذه المناطق الـ 13، لا يعتبرها لبنان «متحفّظ عليها»، بل نقاط لبنانية مئة في المئة استناداً لاتفاقية الهدنة واتفاقية بولييه ــ نيوكمب، والتي عمل واضعو «الخطّ الأزرق» على حرمان لبنان منها.
| الترتيب                     | اسم النقطة                  | البلدة                      | المساحة (م²) |
| --------------------------- | --------------------------- | --------------------------- | ------------ |
| الأولى                      | B1-BP1                      | رأس الناقورة                | 3341         |
| الثانية                     | B10-B11                     | علما الشعب                  | 33273        |
| الثالثة                     | B13                         | علما الشعب                  | 1415         |
| الرابعة                     | BP6-BP7                     | علما الشعب                  | 7386         |
| الخامسة                     | B21-B22                     | البستان مقابل بلدة يارين    | 3824         |
| السادسة                     | BP9                         | مروحين                      | 491          |
| السابعة                     | BP16                        | رميش                        | 105188       |
| الثامنة                     | B47-B50                     | يارون ــ مارون الراس        | 12560        |
| التاسعة                     | BP28-BP29                   | بليدا                       | 6983         |
| العاشرة                     | B71                         | ميس الجبل                   | 793          |
| الحادية عشر                 | B79-B86                     | عديسة                       | 144886       |
| الثانية عشر                 | BP37-B86                    | عديسة ــ كفركلا             | 12734        |
| الثالثة عشر                 | BP38-BP38/3                 | الوزاني                     | 152656       |
| إجمالي المقتطع من أرض لبنان | إجمالي المقتطع من أرض لبنان | إجمالي المقتطع من أرض لبنان | 485039       |

### أهمية النقطة الأولى
النقطة الأولى في راس الناقورة هي منطقة مهمّة للغاية، أوّلاً لتأثيرها على مجرى ترسيم الحدود البحرية والمنطقة الاقتصادية الخالصة، ثمّ لأنها تملك امتيازاً جغرافيّاً، يسمح لمن يسيطر عليها بالإشراف النظري على مساحة هائلة من البحر والبرّ الفلسطينيين، بدءاً من شاطئ مستوطنة «روش هانيكرا» الملاصق لرأس الناقورة وصولاً إلى رأس مدينة حيفا المحتلّة. ولا يوفّر ضبّاط العدوّ الإسرائيلي اجتماعاً من اجتماعات اللجنة الثلاثية مع الأمم المتحدة والجيش اللبناني، إلا ويكرّرون مطالبتهم بهذه البقعة، فيما يؤكّد لبنان على لبنانيتها والتمسّك بها. ويؤكّد أكثر من مصدر أن أي تراجع عن هذه النقطة ولو حتى أمتاراً قليلة، يعطي أفضليّة للعدو، جغرافية وحقوقية متعلّقة بالحدود البحرية وترسيم حدود المنطقة الخالصة، التي يشترك في رسمها عوامل أخرى طبعاً.

### نعم لـ«خط الهدنة» ولا لـ«خط هوف»
وفيما يصل اليوم إلى بيروت وزيرالخارجية الأميركي ركس تلرسون، لإكمال ما بدأه نائبه ديفيد ساترفيلد من ضغوط على اللبنانيين بغية القبول بالخطّ الذي وضعه هوف في البحر، وتالياً التخلّي عمّا مساحته حوالي 360 كلم مربّع من المنطقة الاقتصادية اللبنانية الخالصة في البلوكات الجنوبية، وتقليل ساترفيلد من شأن الصراع البرّي، بدأ الرئيس سعد الحريري وعدد من الوزراء، بالحديث عن ضرورة القبول ب«خط هوف» وتلقّف المبادرة الأميركية، «حتى لا نخسر كل شيء وتتوقّف عملية التنقيب في الجنوب». إلّا أن مصادر سياسيّة رفيعة في قوى 8 آذار، أكّدت لـ«الأخبار» أن «الموقف الرسمي اللبناني هو التمسّك بكامل المنطقة البحرية أي 860 كلم مربع، وعدم التنازل عن أي شبر من المساحة البحرية». وقالت المصادر إن «تمسّك لبنان أيضاً بالمساحة البريّة التي اقتطعها الخطّ الأزرق والتمسّك بخطّ الهدنة هو الذي يحافظ على حقوق لبنان في البر». وأكّدت المصادر أن «الموقف اللبناني الموحّد هو ما يمنع العدوّ الإسرائيلي من محاولة قضم الأرض، بينما في حال بدى التمايز واضحاً داخل البيت الواحد، فإن إسرائيل ستعمد إلى استغلال الفرصة وقضم حقوق اللبنانيين في البرّ والبحر».

## اليونيفيل
بعد حرب 2006 وصدور قرار مجلس الأمن الدولي رقم 1701، انتشر الجيش اللبناني إلى جانب اليونيفيل في منطقة جنوب نهر الليطاني، وصولاً إلى الخط الأزرق. وبما أن القرار 1701 يشدد على احترام هذا الخط، كان من الضروري وضع علامات لتحديده من أجل تسهيل مراقبته.
وظهرت الحاجة أكثر إلى تحديده بعد الخرق الإسرائيلي في مارون الراس، في 7 فبراير 2007، حيث فتح الجيش اللبناني النار على جرافة للجيش الإسرائيلي، خلال محاولتها القيام بأعمال بالقرب من الخط الأزرق بحجة أن العمل يتم جنوب هذا الخط.
ويشارك الجيش اللبناني في مراقبة الخط الأزرق مع قوات اليونيفيل، التي أتت بقرار مجلس الأمن الدولي رقم 1701 في 2006، بتعداد لا يزيد عن 15.000 جندي. وتشمل تلك القوات حوالي 850 جندياً عاملين في القوة البحرية، إضافة إلى وجود نحو ألف مدني لبناني وأجنبي من حفظة السلام يعملون مع قوة اليونيفيل.
وتقتصر مهام اليونيفيل، تساعد وتدعم القوات المسلحة اللبنانية، بما في ذلك الجهود التي تبذلها لضمان أن تكون المنطقة الواقعة بين نهر الليطاني والخط الأزرق خالية من الأسلحة غير المشروعة، وعدم استخدامها في أي نشاط عدائي.
وهناك خلافات بشأن مناطق يشقها هذا الخط حيث تعتبر الدولة اللبنانية أنها تقع ضمن أراضيها، في مقابل ذلك تنسبها إسرائيل لنفسها ويتراوح عمق كل جيب من 10 إلى 100 متر.

## البراميل الزرقاء
البراميل الزرقاء، العلامات المائية التي يتم وضعها على امتداد الخط الأزرق.
عملية وضع العلامات المرئية على طول الخط الأزرق، مشروع ثلاثي مستمر بين لبنان، إسرائيل واليونيفيل من أجل تعزيز الثقة المتبادلة وتخفيف التوترات. كما تسهم البراميل الزرقاء، بشكل مباشر، في حفظ أمن السكان الذين يعيشون على جانبي الخط الأزرق من خلال منع أي عبور غير مقصود للحدود.
وحتى 13 يوليو 2017، قامت قوة الأمم المتحدة المؤقتة في لبنان (اليونيفيل)، بالتنسيق مع الأطراف المعنية بقياس 282 نقطة، وتثبيت 268 برميلاً على الخط الأزرق.
| المرحلة                            | النقاط التي تم تعليمها | النقاط/كم |
| ---------------------------------- | ---------------------- | --------- |
| ترسيم 1923 (اتفاقية بوليه-نيوكومب) | 38                     | 0.475     |
| ترسيم 1949 (تفاقيات الهدنة 1949)   | 143                    | 1.787     |
| تعليم الخط الأزرق                  | 214                    | 2.675     |

## مزارع شبعا

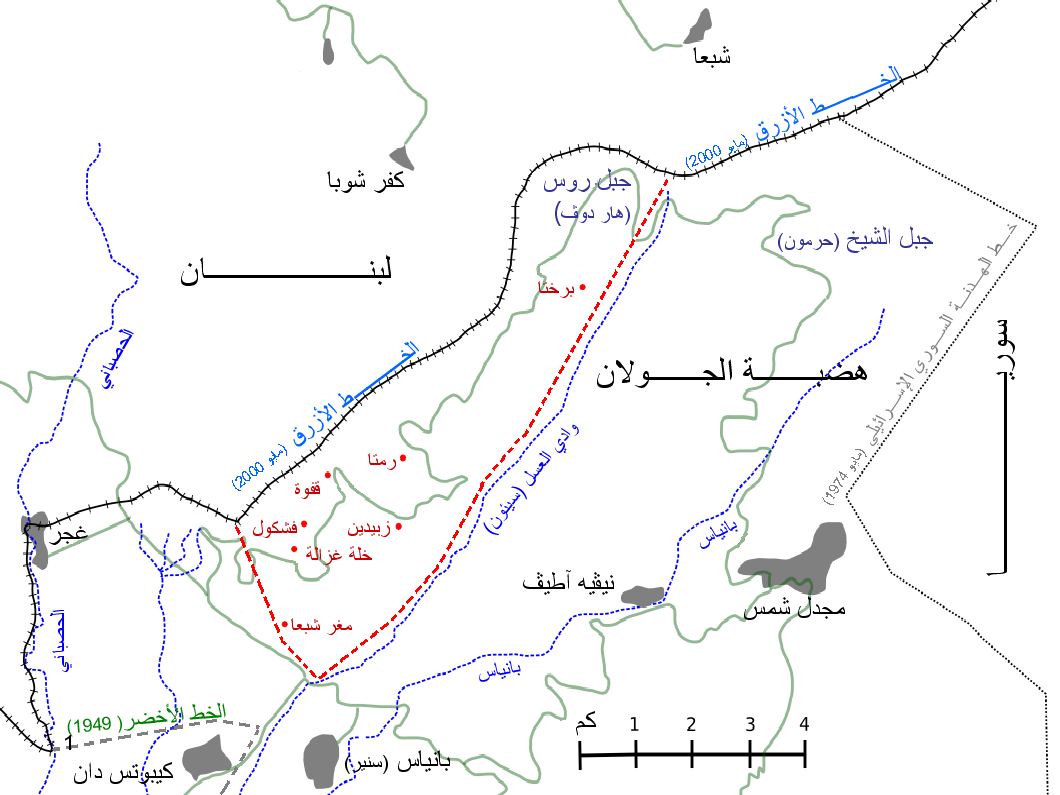
خارطة مفصلة لمنطقة مزارع شبعا

ومن ضمن الأراضي اللبنانية التي ما زالت محتلة مزارع شبعا، وهي منطقة تصل مساحتها إلى ما يقارب 250 كم مربعاً. وأقدمت إسرائيل على احتلال هذه المزارع بشكل تدريجي، وأولى مراحل هذا الاحتلال كانت في 5 يونيو 1967، وعملياً بعد انتهاء الحرب تابعت إسرائيل في السبعينيات احتلال قسم من المزارع، وفي أواخر السبعينيات احتلت قسماً آخر، وتتابعت عمليات الاحتلال للأجزاء الأخرى في الأعوام 1982، 1985، 1989.
وتتبع مزارع شبعا إدارياً قضاء حاصبيا، ويبلغ عدد مزارعها 14 مزرعة، تسكنها 1200 عائلة بشكل دائم، و600 عائلة في موسم الشتاء، وفيها ملكية لأكثر من 1000 عائلة أخرى، ويبلغ عدد المنازل الموجودة فيها 1458 منزلاً.
وتنتشر مزارع شبعا، في موقع جغرافي ذي أهمية إستراتيجية بالغة على ملتقى الحدود بين لبنان وسوريا وفلسطين المحتلة.
وتتميز هذه المنطقة بقممها الجبلية العالية التي تصل إلى حوالي 2600 متر، والمطلة على هضبة الجولان، وسهل الدولة، والجليل، وجبل عامل، وسهل البقاع.
ويقسم الجيش الإسرائيلي الحدود إلى منطقتين: شرقية وغربية:
- الغربية: تغطي المناطق الواقعة بين أراضي قرية صلحا والناقورة اللبنانية، بطول 50 كم.
- الشرقية: فتمثل موقع الرادارا لعسكري للتجسس، وهو أكبر موقع لقوات العدو من الناقورة إلى شبعا، وتشمل الأشغال في هذه المنطقة تغيير التضاريس، بناء منحدرات، حفر خنادق واقتلاع الأشجار.

## الجدار الفاصل
في 18 يناير 2018، صرح الرئيس اللبناني ميشال عون، بأن إسرائيل تعد لبناء جدار فاصل، معتبراً أن هذا الخط لا يتطابق مع خط الحدود الدولية. موقف عون الرافض لتكريس الخط الأزرق كحدود دولية، يذكر بأن الخط الأزرق اقتلع جزءاً من الأراضي اللبنانية، وأن العمليات التي تقام قد تكون مؤشراً لعملية استيلاء جديدة على الأراضي اللبنانية، ومعها ضم مزارع شبعا المحتلة.

## انتهاكات الخط الأزرق

### غارة حزب الله 2000
في عام 2002، أسر مسلحو حزب الله ثلاثة جنود من الجيش الإسرائيلي؛ بيني أفراهام وآدي أفيتان وعمر سواعد، بينما كانوا يقومون بدورية في الجدار الأمني على طول الحدود مع لبنان، وأخذوهم عبر الحدود. ليس من الواضح متى أو تحت أي ظروف توفي الجنود. أعيدت جثثهم إلى إسرائيل في تبادل أسرى في 29 يناير 2004.
كان الاختطاف الحادثة الأولى بين إسرائيل ولبنان بعد الانسحاب الإسرائيلي من جنوب لبنان في مايو 2000، وتبعه عدة محاولات أخرى لحزب الله لخطف جنود إسرائيليين، حتى تمكن حزب الله في نهاية المطاف في 12 يوليو 2006 من اختطاف إيهود كولدفاسر وإلداد ريغيف في آخر غراة عبر الحدود، الحدث الذي أدى إلى اندلاع حرب لبنان الثانية.

### الانتهاكات الإسرائيلية على المجال الجوي
في أعقاب الانسحاب الإسرائيلي عام 2000، أفادت السلطات العسكرية اللبنانية بقيام مقاتلات إسرائيلية بانتهاك قرار الأمم المتحدة رقم 1701 بدخولها المجال الجوي اللبناني واختراق حاجز الصوت فوق عدة قرى في المناطق الجنوبية من البلاد. ردت القوات اللبنانية بإطلاق النار على المقاتلات الإسرائيلية بأسلحة مضادة للطائرات. ذكر المسئولون اللبنانيون 1600 اختراق للمجال الجوي قامت به إسرائيل منذ الانسحاب عام 2000.

### اشتباكات الحدود الإسرائيلية اللبنانية 2010
وقعت أشتباكات بين وحدات من الجيش اللبناني والجيش الإسرائيلي في قرية العديسه الحدودية. أسفرت عن مقتل 3 جنود لبنانيين، ومدني، كما قتل قائد كتيبة دبابات إسرائيلي برتبة مقدم وأصيب جنديين آخرين. وصفت هذه الاشتباكات بأنها الأكثر خطورة منذ حرب لبنان 2006. بحسب الرواية اللبنانية بدأت الاشتباكات بعد أن اخترقت وحدات عسكرية إسرائيلية ما يعرف باسم الخط التقني، كان الإسرائيليون يحاولون اقتلاع بعض الأشجار، بهدف تركيب كاميرا. وأصدرت وزارة الخارجية الإسرائيلية بيانًا حملت فيه الحكومة اللبنانية والجيش اللبناني مسؤولية الاشتباكات. وتقدم الطرفان اللبناني والإسرائيلي بشكوى للأمم المتحدة.

### اشتباكات الحدود الإسرائيلية اللبنانية 2011
في 1 أغسطس 2011، أكد اليونيفيل وقود حادث حدودي لم يسفر عن أي إصابات. روت إسرائيل ولبنان روايتين مختلفتين عن الحادث. صرح مسئول عسكري لبناني أن القوات الإسرائيلية عبرت 30 متر داخل الخط الأزرق داخل الأراضي اللبنانية، مما دفع الجنود اللبنانيين لإطلاق طلقات تحذيرية فتراجع الجنود الإسرائيليون وأطلقوا النار على مراكز الحدود. أما الجانب الإسرائيلي فذكر بأن قواته كانت داخل الأراضي الإسرائيلية عندما أطلقت القوات اللبنانية النار عبر الحدود.

### اشتباكات الناقورة 2013
في 13 يناير 2013، وقعت اشتباكات بين الجيش اللبناني والجيش الإسرائيلي في الناقورة على اثر تقدم قوة إسرائيلية باتجاه الأراضي اللبنانية، فأطلق الجيش النار عليها وأصيب جندي إسرائيلي بجروح خطرة، وفيما ترددت معلومات عن مقتله نفى الناطق الرسمي لقوات اليونيفيل في الجنوب مقتل الجندي الإسرائيلي، لكنه أكد أن اصابته خطرة ة كما ترددت معلومات عن اختفاء جندي لبناني أثناء الاشتباكات إلا أن قيادة الجيش اللبناني نفت الخبر.
وبعد ساعتين ونصف من حصول الحادث حلّق الطيران الإسرائيلي فوق المنطقة بشكل كثيف، كما شدد الجيش اللبناني مراقبته لمنع أي تسلل إلى منطقة الناقورة.
وبالتزامن مع اشتباك الناقورة، تعرض حاجز الجيش اللبناني على نهر الأولي عند المدخل الشمالي لمدينة صيدا لاعتداء من قبل مسلحين كانوا يستقلون سيارة رباعية الدفع حيث ألقوا قنبلة على الحاجز واصيب جندي في رجله واخر في رقبته. ومساء 14 يناير تعرض مركز الأمن العام في رأس الناقورة لإطلاق النار من الجانب الإسرائيلي.

### حادثة مزارع شبعا 2015
في 28 يناير 2015 تم أطلاق صاروخ مضاد على دورية عسكرية إسرائيلية في مزارع شبعا، مما أسفر عن مقتل جنديين وإصابة سبعة آخرين. رداً على ذلك، أطلقت إسرائيل 50 قذيفة مدفعية على الحدود الجنوبية للبنان، سقط جراءها أحد قوات حفظ السلام الاسبان.